# オースティン・アダムス (1986年生の投手)
オースティン・デビッド・アダムス（Austin David Adams, 1986年8月19日 - ）は、アメリカ合衆国アラバマ州モンゴメリー出身のプロ野球選手（投手）。右投右打。現在は、フリーエージェント（FA）。

## 経歴

### プロ入り前
2008年のMLBドラフト27巡目（全体818位）でミルウォーキー・ブルワーズから指名されたが、フォークナー大学へ編入した。

### プロ入りとインディアンス時代
2009年のMLBドラフト5巡目（全体155位）でクリーブランド・インディアンスから指名され、プロ入り。契約後、傘下のA-級マホーニングバレー・スクラッパーズでプロデビュー。17試合に登板して3勝1敗1セーブ、防御率4.86、29奪三振を記録した。
2010年はまずA級レイクカウンティ・キャプテンズでプレーし、13試合（先発8試合）に登板して2勝4敗1セーブ、防御率3.54、61奪三振を記録した。6月にA+級キンストン・インディアンスへ昇格。13試合（先発12試合）に登板して6勝1敗、防御率1.53、51奪三振を記録した。
2011年はAA級アクロン・エアロズでプレーし、26試合に先発登板して11勝10敗、防御率3.77、131奪三振を記録した。
2012年は肩の故障でシーズンを全休した。
2013年はAA級アクロンでプレーし、45試合に登板して3勝2敗4セーブ、防御率2.62、76奪三振を記録した。オフの11月20日にインディアンスとメジャー契約を結び、40人枠入りを果たした。
2014年はAAA級コロンバス・クリッパーズで開幕を迎え、30試合に登板して2勝1敗2セーブ、防御率2.29を記録した。7月11日にメジャーへ昇格し、翌12日のシカゴ・ホワイトソックス戦でメジャーデビュー。1点ビハインドの9回表から登板したが、先頭打者のダヤン・ビシエドに中前打、続くコナー・ガレスピーに右翼手を越える二塁打を打たれ、3人目のゴードン・ベッカムに2点二塁打を放たれた。次打者のタイラー・フラワーズは遊撃ゴロに抑えたものの降板。結局この日は1死しか取れず、3安打3失点だった。最終的には6試合に登板し、防御率9.00だった。
2015年7月22日のブルワーズ戦に2番手として登板し、1.1イニングを1安打無失点に抑えてメジャー初勝利を挙げた。トータルでは28試合にリリーフ登板し、2勝0敗、防御率3.78という成績を残した。
2016年は登板機会が微減し、19試合の登板だった。投球内容は大幅に悪化し、18.1イニングで5本のホームランを許して防御率9.82・WHIP1.86という惨状だった。収穫としては、デビュー以来奪三振率が上昇し、自己ベストの8.3を記録した。
2017年2月7日にブーン・ローガンの獲得に伴い、DFAとなった。

### エンゼルス傘下時代
2017年2月10日に金銭トレードで、ロサンゼルス・エンゼルスへ移籍した。4月2日にDFAとなり、5日にマイナー契約で傘下のAAA級ソルトレイク・ビーズへ配属された。オフの11月6日にFAとなった。

### 独立リーグ時代
2018年6月1日に独立リーグであるアトランティックリーグのシュガーランド・スキーターズと契約した。30試合に登板して3勝0敗1セーブ、防御率2.22、33奪三振を記録した。

### ツインズ時代
2018年8月19日にミネソタ・ツインズとマイナー契約を結んだ。傘下のAA級チャタヌーガ・ルックアウツでプレーし、5試合（先発3試合）に登板して1勝0敗、防御率1.00、10奪三振を記録した。
2019年は開幕からAAA級ロチェスター・レッドウイングスでプレーし、5月16日にメジャー契約を結んでアクティブ・ロースター入りした。5月24日にDFAとなった。

### タイガース時代
2019年5月26日にウェイバー公示を経てデトロイト・タイガースへ移籍した。7月10日に40人枠外となり、マイナー契約で傘下のAAA級トレド・マッドヘンズへ配属された。

### ツインズ傘下時代
2020年1月28日にミネソタ・ツインズとマイナー契約を結んだ。11月2日にFAとなった。

### 独立リーグ時代
2021年7月5日にアトランティックリーグのレキシントン・レジェンズと契約した。
2022年8月2日に自由契約となった。

## 詳細情報

### 年度別投手成績
| 年 度    | 球 団    | 登 板 | 先 発 | 完 投 | 完 封 | 無 四 球 | 勝 利 | 敗 戦 | セ 丨 ブ | ホ 丨 ル ド | 勝 率 | 打 者 | 投 球 回 | 被 安 打 | 被 本 塁 打 | 与 四 球 | 敬 遠 | 与 死 球 | 奪 三 振 | 暴 投 | ボ 丨 ク | 失 点 | 自 責 点 | 防 御 率 | W H I P |
| -------- | -------- | ----- | ----- | ----- | ----- | -------- | ----- | ----- | -------- | ----------- | ----- | ----- | -------- | -------- | ----------- | -------- | ----- | -------- | -------- | ----- | -------- | ----- | -------- | -------- | ------- |
| 2014     | CLE      | 6     | 0     | 0     | 0     | 0        | 0     | 0     | 0        | 0           | ----  | 30    | 7.0      | 9        | 1           | 1        | 0     | 0        | 4        | 0     | 0        | 7     | 7        | 9.00     | 1.43    |
| 2015     | CLE      | 28    | 0     | 0     | 0     | 0        | 2     | 0     | 1        | 0           | 1.000 | 149   | 33.1     | 37       | 2           | 13       | 0     | 0        | 23       | 1     | 0        | 15    | 14       | 3.78     | 1.50    |
| 2016     | CLE      | 19    | 0     | 0     | 0     | 0        | 0     | 0     | 0        | 0           | ----  | 88    | 18.1     | 27       | 5           | 7        | 1     | 0        | 17       | 0     | 0        | 22    | 20       | 9.82     | 1.85    |
| 2019     | MIN      | 2     | 0     | 0     | 0     | 0        | 0     | 0     | 0        | 0           | ----  | 15    | 2.2      | 4        | 2           | 3        | 0     | 0        | 5        | 0     | 0        | 5     | 5        | 16.88    | 2.63    |
| 2019     | DET      | 13    | 0     | 0     | 0     | 0        | 0     | 0     | 0        | 0           | ----  | 65    | 14.0     | 14       | 2           | 10       | 1     | 0        | 9        | 0     | 0        | 8     | 8        | 5.14     | 1.71    |
| '19計    | DET      | 15    | 0     | 0     | 0     | 0        | 0     | 0     | 0        | 0           | ----  | 80    | 16.2     | 18       | 4           | 13       | 1     | 0        | 14       | 0     | 0        | 13    | 13       | 7.02     | 1.86    |
| MLB：4年 | MLB：4年 | 68    | 0     | 0     | 0     | 0        | 2     | 0     | 1        | 0           | 1.000 | 347   | 75.1     | 91       | 12          | 34       | 2     | 0        | 58       | 1     | 0        | 57    | 54       | 6.45     | 1.66    |

- 2020年度シーズン終了時

### 背番号
- 49（2014年 - 2016年）
- 31（2019年 - 同年5月23日）
- 50（2019年6月1日 - 同年終了）